# Katedrála Nanebevzetí Panny Marie (Évora)
Katedrála Nanebevzetí Panny Marie (portugalsky Basílica Sé Catedral de Nossa Senhora da Assunção) je římskokatolická katedrála v historickém centru města Évora v Portugalsku, prohlášeném za světové dědictví UNESCO, a jedna z jeho nejvýznamnějších památek. Je hlavním chrámem arcidiecéze Évora s titulem baziliky minor.

## Dějiny
Město Évora bylo v roce 1166 během reconquisty dobyto křesťanskými armádami pod vedením Geralda sem Pavora. Stavba katedrály začala již v roce 1186. K vysvěcení došlo v roce 1204. Stavba má románské a od počátku i gotické rysy. Zastřešení hlavní lodi a transeptu i hrotité klenuté křížové klenby bočních lodí odpovídají vzoru opatského kostela Cluny III a převorského kostela Paray-le-Monial. Všechna okna končí hrotitými oblouky, zatímco u výše uvedených vzorů z burgundského románského období jsou zpravidla zaoblená. Kružba horních bočních oken lodi se až překvapivě podobá vrcholně gotickým kružbám. Kružba nad hlavním portálem je vrcholně gotická. V letech 1317 až 1340 byl přistavěn ambit v gotickém slohu. V 15. a 16. století následoval v manuelském stylu chór, kazatelna, křtitelnice a kaple Panny Marie Milosrdné, nazývané také Esporão. Kněžiště bylo v první polovině 18. století barokizováno. V roce 1929 dostala katedrála od papeže Pia XI. titul basilica minor.

## Architektura

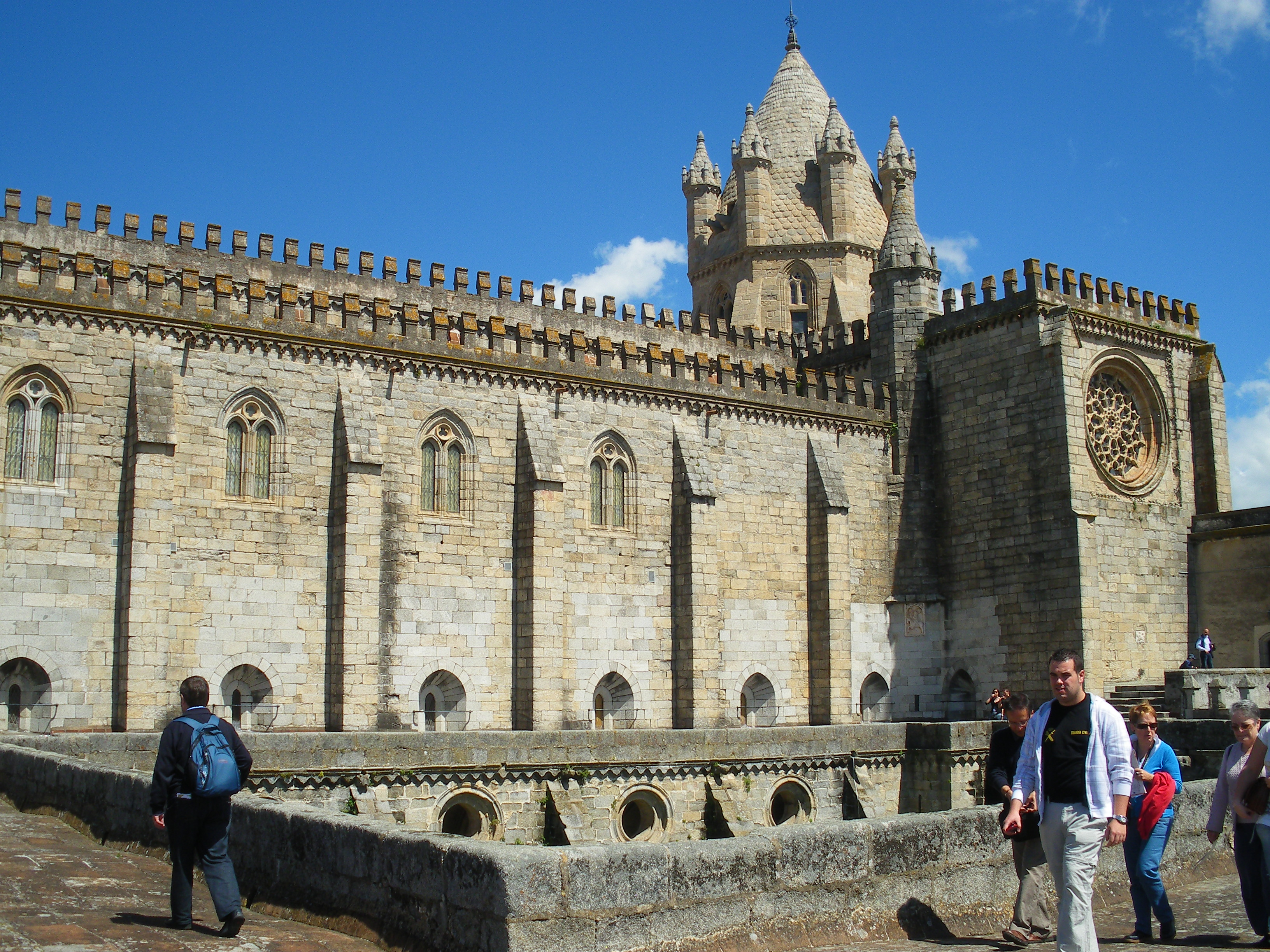
Loď a křížení z jihu

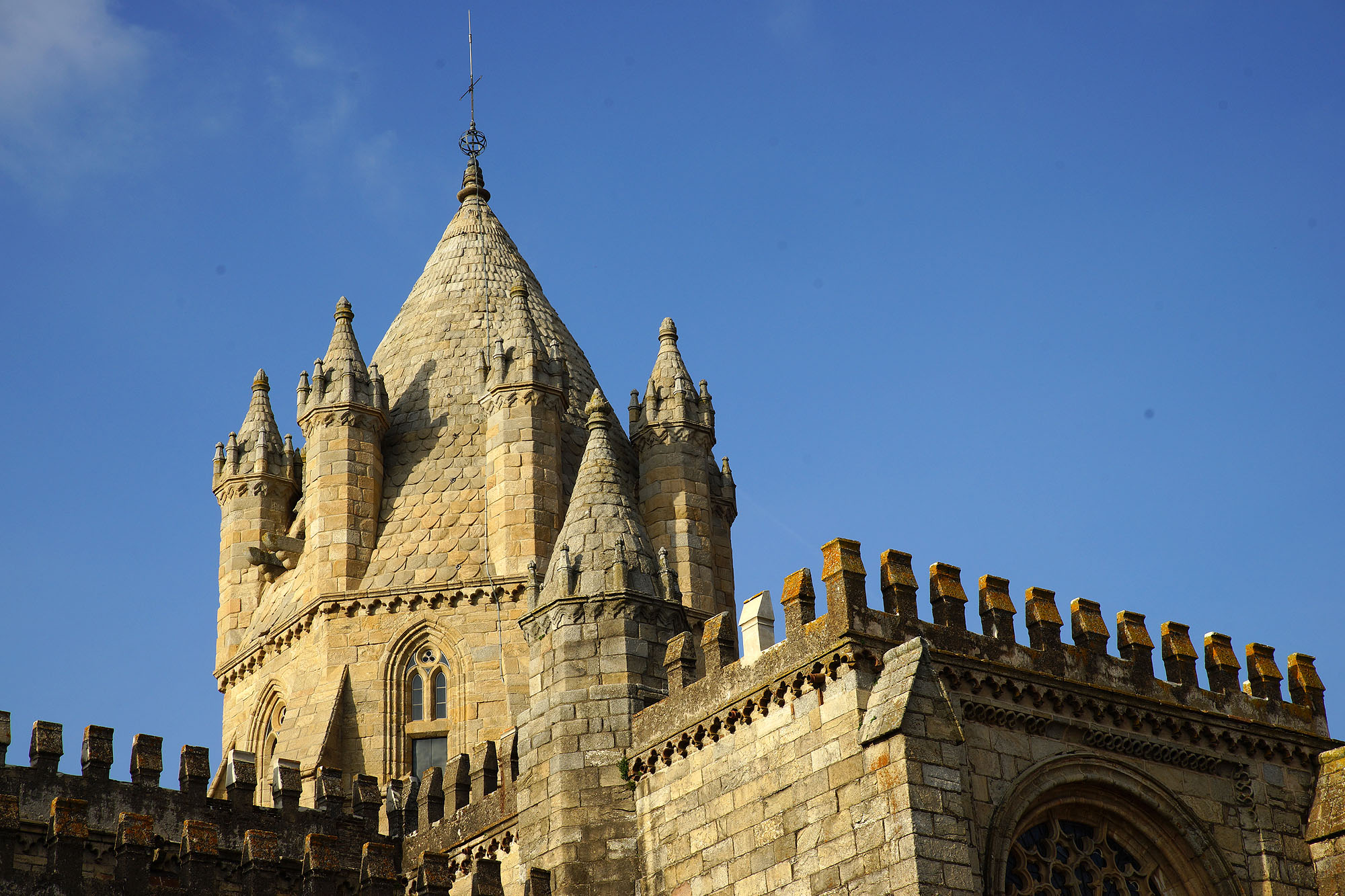
Detail křížení

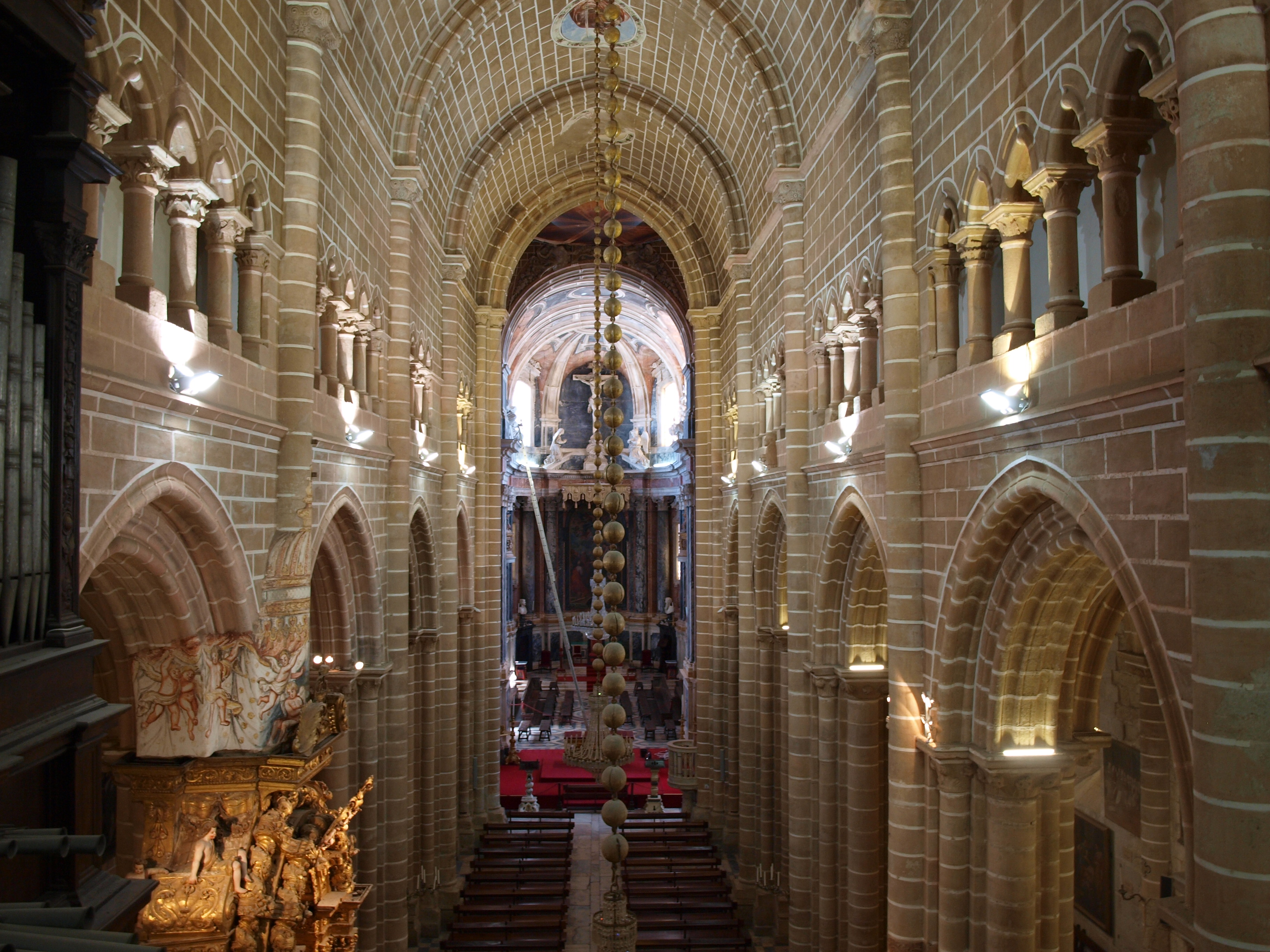
Hlavní loď

Hlavní osa kostela se odchyluje o 30° od východního směru. Půdorys je ve tvaru kříže a je dlouhý asi 70 metrů.
Na rozdíl od funkčního členění katedrál severně od Pyrenejí jsou hlavní oltář a chórové lavice umístěny na opačných koncích interiéru kostela. Hlavní oltář je na východě v hlavní kapli (tj. středoevropskou terminologií chóru), chórové lavice na galerii (ve Španělsku a Portugalsku označované jako Coro) nad hlavním portálem v západní části kostela.
Románská a raně gotická loď je pseudobazilikou s valenou klenbou střední lodi mající sedm klenebních polí. Galerie nad bočními loděmi jsou v současnosti sekundárně vloženými podélnými stěnami rozděleny na vnitřní a vnější části, takže do interiéru katedrály nepropouštějí světlo.
Hlavní fasáda katedrály je pokrytá růžovou žulou a poněkud se podobá gotickému vzhledu lisabonské katedrály. Pozoruhodný je portál s osmibokým obloukem a šesti archivoltami. Ty jsou zdobeny řadou mramorových soch znázorňujících apoštoly, vytvořenou kolem roku 1330. Po stranách průčelí se tyčí dvě asymetrické věže, obě pocházející ze středověku a dokončené v 16. století. Nad narthexem se otevírá velké okno s gotickou kružbou a v transeptu je velké rozetové okno. Stejně jako další portugalské kostely té doby má katedrála vnější zdi opatřeny cimbuří a vybavené roubenými arkádami. Věž nad křížením je špičatá. Okna v tamburu aktuálně neosvětlují křížení v interiéru, protože jsou zakryta zavěšeným provizorním stropem. Plochá střecha je přístupná návštěvníkům.

Na rozdíl od Lisabonu nemá hlavní kaple (chór) chórový ochoz. V roce 1718 byla barokně přestavěna řezenským architektem Johannem Friedrichem Ludwigem, který se vyučil v Itálii, a bohatě vyzdobena mramorem. Zařízení s opulentními malbami Agostina Masucciho a sochami Antonia Belliniho dále posiluje kontrast vůči poměrně jednoduchým žulovým kvádrům v lodi. V levé příčné lodi je kaple Esperão z roku 1527, zakrytá velmi krásnou hvězdicovou klenbou.

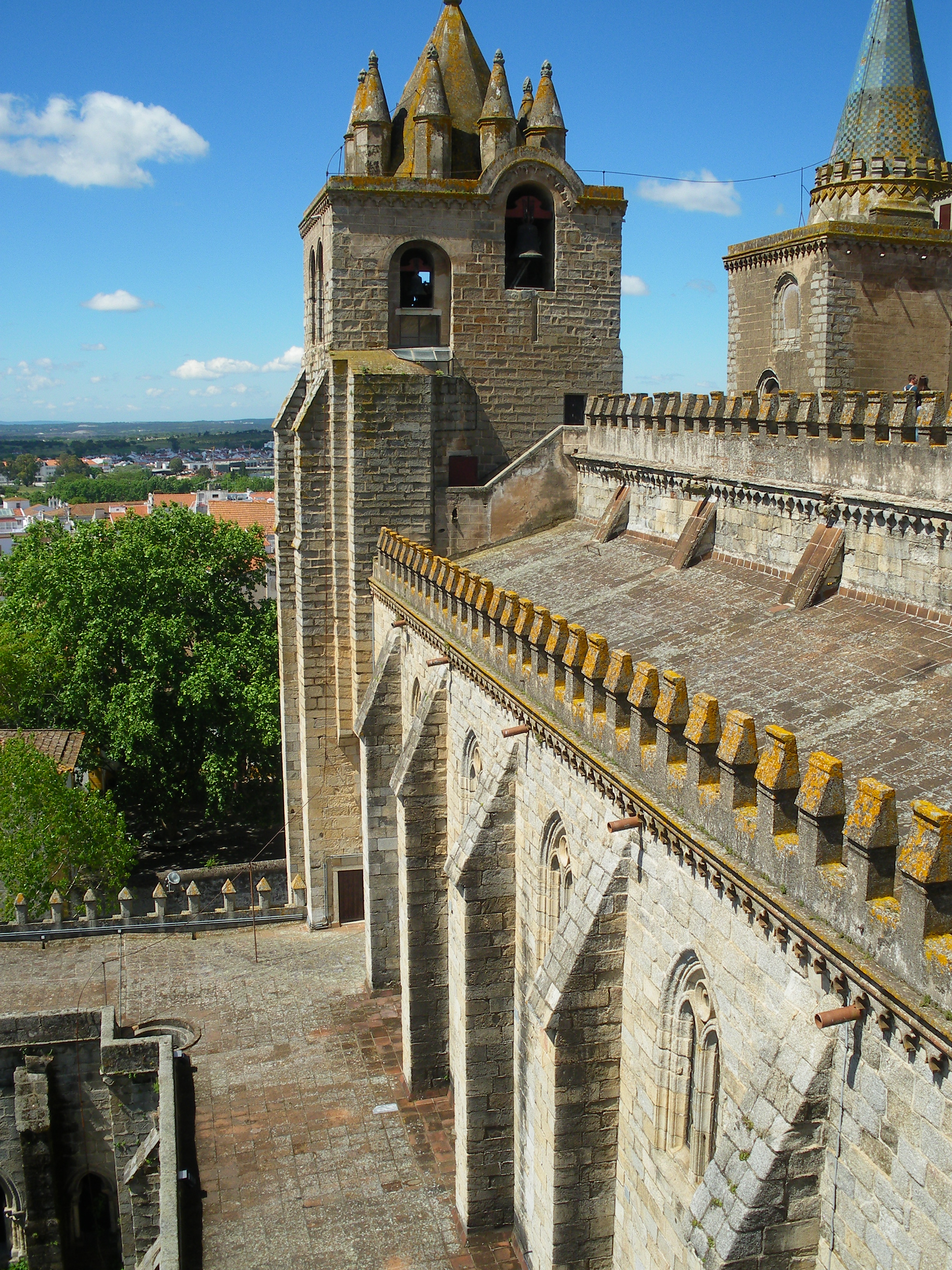
Střecha
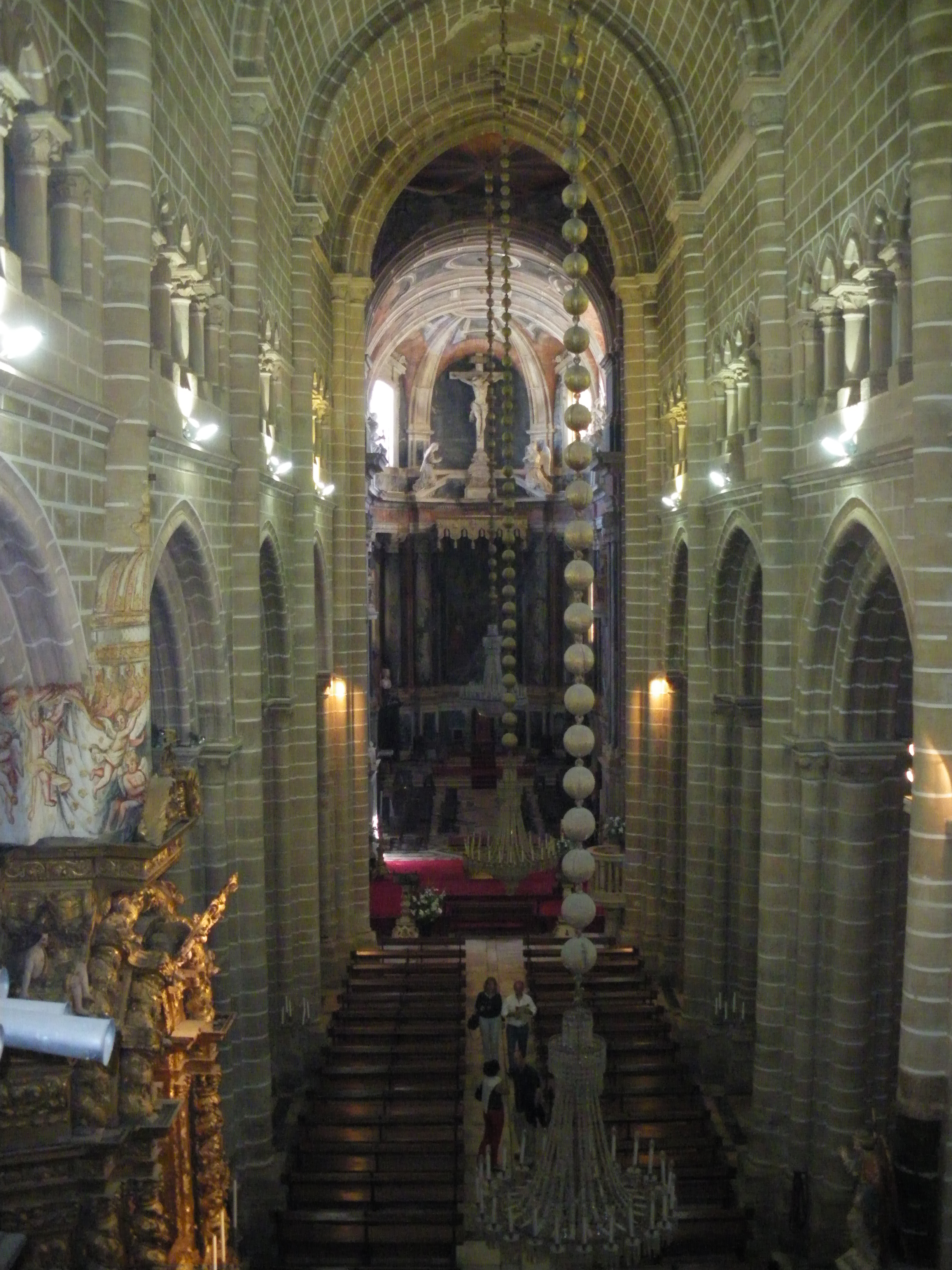
Loď směrem k hlavnímu oltáři
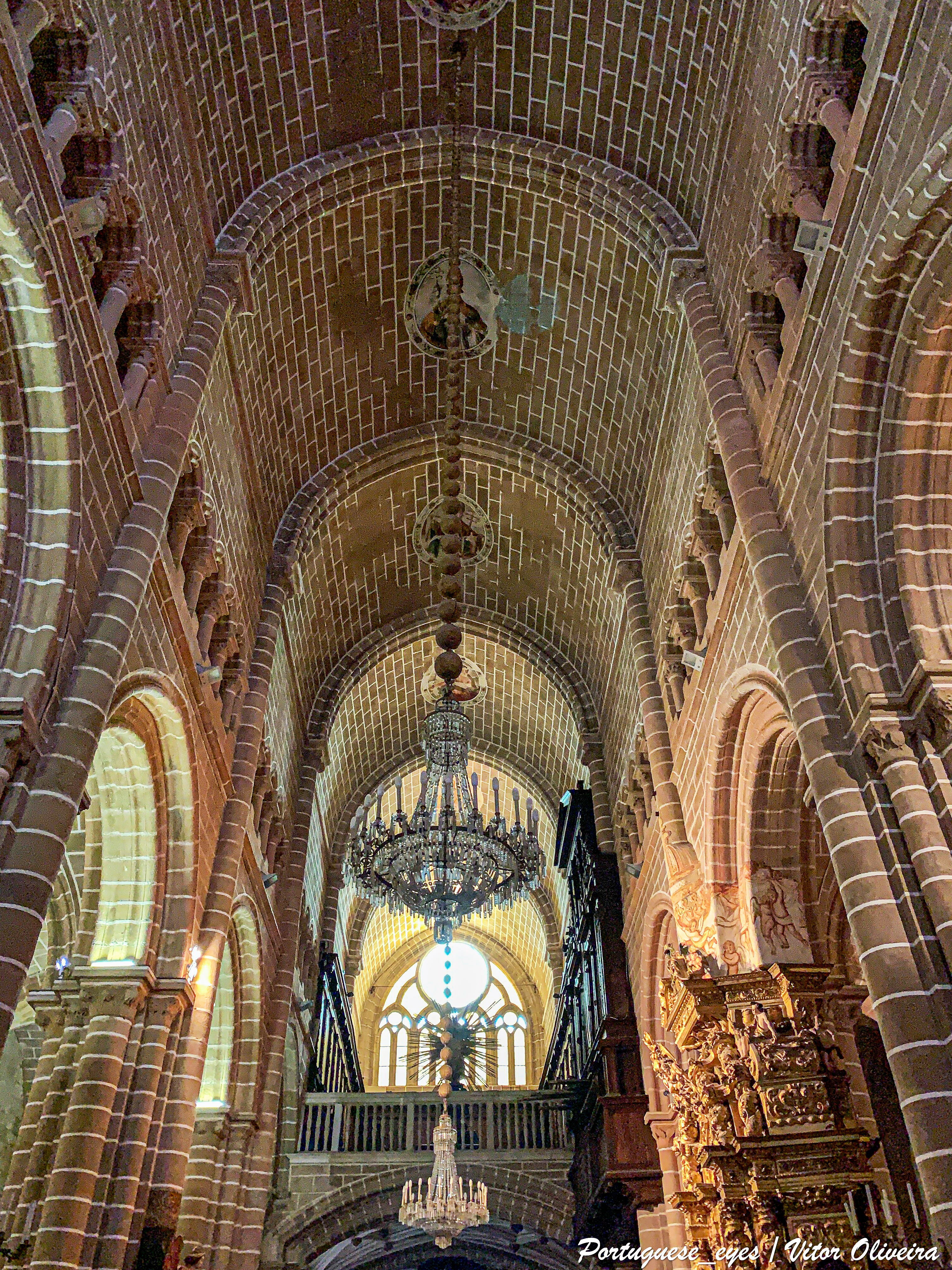
Západní část s chórovými lavicemi

## Ambit

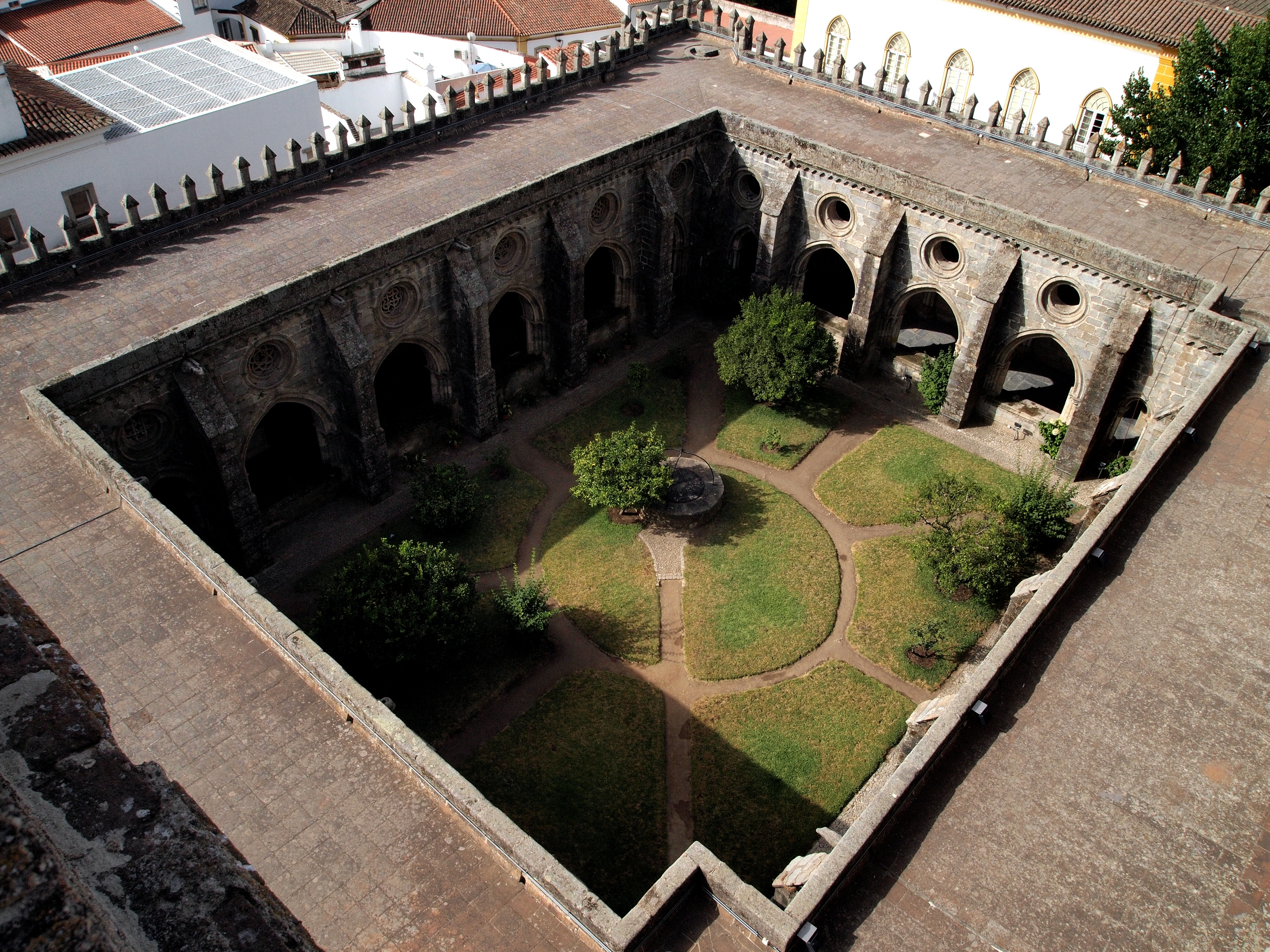
Ambit

Ambit évorijské katedrály byl postaven v letech 1317 až 1340 v gotickém stylu a vykazuje vliv ambitu lisabonské katedrály. Použití žuly na exteriéru mu dodává těžký a kompaktní vzhled i přes kruhová okna zdobená geometrickými ornamenty nad oblouky nádvoří, která jsou typická pro pozdní gotiku.
Je zde Capela do Fundador, pohřební kaple biskupa Dona Pedra, sponzora ambitu. Uprostřed ní se nachází jeho hrob s ležící postavou biskupa a sochou archanděla Gabriela a polychromovanou sochou Panny Marie. Horní patro ambitu, přístupné po točitém schodišti, nabízí nádherný výhled na katedrálu a okolní krajinu.